# Хоминцевский сельский совет (Роменский район)
Хоминцевский сельский совет (укр. Хоминцівська сільська рада) — входит в состав
Роменского района
Сумской области
Украины.
Административный центр сельского совета находится в 
с. Хоминцы
.

## Населённые пункты совета
- с. Хоминцы
- с. Дубина
- с. Локня